# Szilágyi

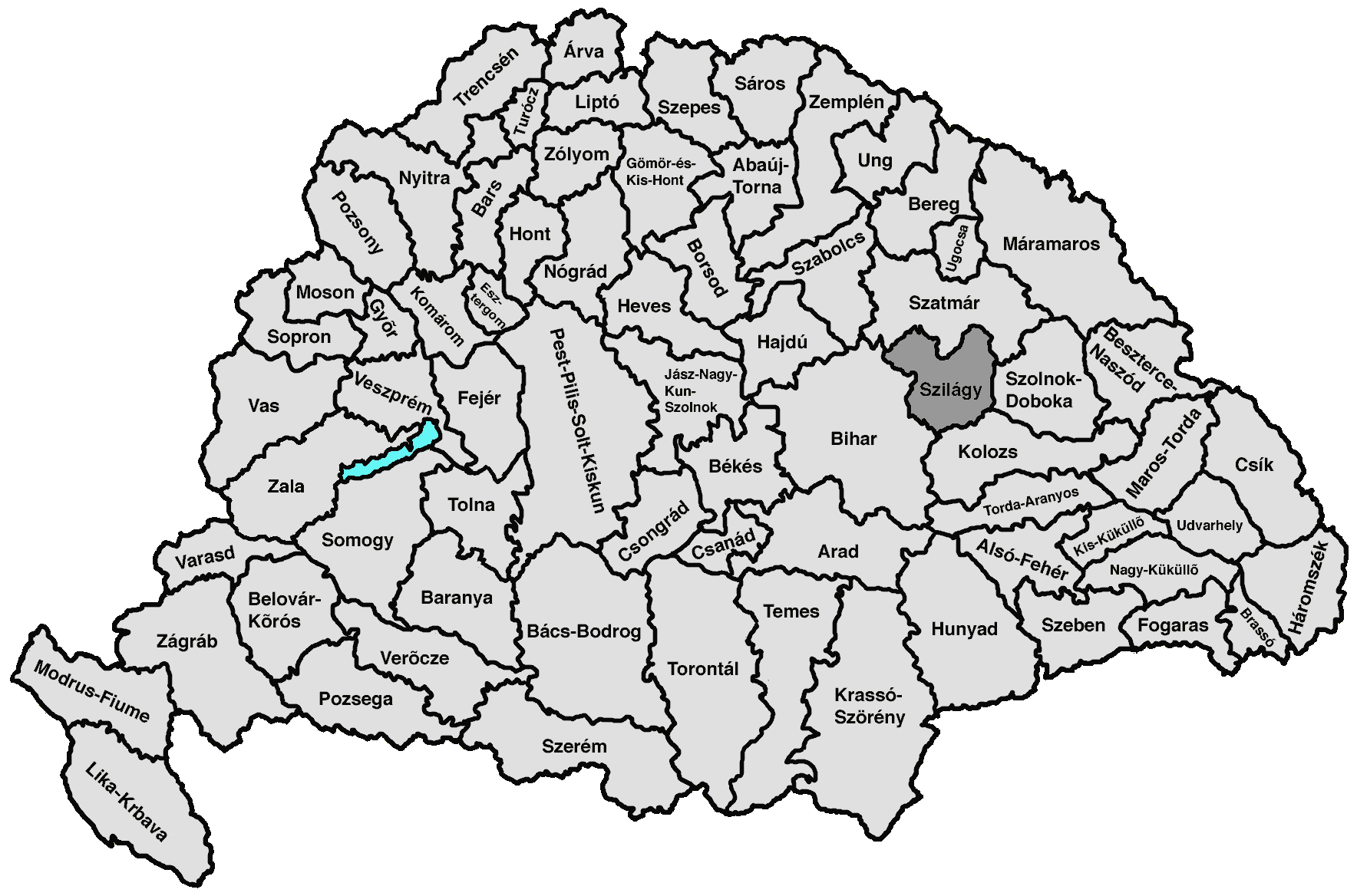
Ligging van het comitaat Szilágy in het Hongaarse Koninkrijk

Szilágyi [ˈsilaːɟi] is een Hongaarse achternaam. Hij verwijst naar het comitaat Szilágy in het Koninkrijk Hongarije, dat sinds 1918 een deel van Roemenië is. De Szilágyi's waren een vooraanstaande adellijke clan die gedurende de 14de en 15de eeuw een grote invloed uitoefende op deze regio en op de rest van het Hongaarse Koninkrijk.
Elisabeth (Erzsébet) Szilágyi was de moeder van Matthias Corvinus, van 1458 tot 1490 koning van Hongarije, van 1469 tot 1490 koning van Bohemen en van 1469 tot 1490 hertog van Oostenrijk. Van zijn 15de tot hij meerderjarig werd, werd de regering waargenomen door zijn oom Michael (Mihály) Szilágyi.
De naam wordt in zijn Roemeense vorm geschreven als Silagi, waarbij de Hongaarse letters sz en gy weergegeven worden door de gelijkluidende Roemeense s en de g. Volgens de officiële Hongaarse namenindex waren er in 2006 in Hongarije zo'n 31.986 mensen die Szilágyi heetten. Daarmee is het de 21ste meest voorkomende achternaam in Hongarije.
Géza Szilágyi is de burgemeester van de gemeente Dumbrăvița, Timiș, Roemenië.
Personen met de naam Zoltán Szilágyi kunnen een Hongaars ex-zwemmer, mondharpbouwer of een Transsylvaans politicus zijn.
István Szilágyi is een Hongaarstalig Roemeense schrijver en redacteur.
Szilágyi is ook de Hongaarse naam van het Servische dorp Svilojevo, waar de meerderheid Hongaars spreekt.